# Caroline de Westenholz
Caroline Anne de Westenholz (Londen, 1954) is kunsthistorica en publiciste en vooral bekend in Nederland als oprichter van het Louis Couperus Museum.

## Biografie
Dr. Caroline Anne Freiin de Westenholz werd in 1954 te Londen geboren als lid van de familie Von Westenholz en als dochter van Albert Friedrich Paul Freiherr (Nederlands: baron) von Westenholz (1921-2011) en Elisabeth Henriette van Hasselt (1927-2014), lid van de familie Van Hasselt en ze is daardoor een kleindochter van mr. Barthold Theodoor Willem van Hasselt (1896-1960), directeur-generaal van de Shell. Haar moeder hertrouwde in 1960 met de voordrachtskunstenaar Albert Vogel jr. (1924-1982) en werd daarmee zijn 4e echtgenote. Hierdoor werd zij de stiefdochter van Albert Vogel die vanaf 1964 tevens een bekende kunstgalerie Orez, vanaf 1976: Ornis, aan de Javastraat 17 in Den Haag had; Vogel heeft het pand in 1972 gekocht.
Ze studeerde kunstgeschiedenis in Leiden en op 27 september 2002 promoveerde zij aan de Universiteit van Amsterdam op een proefschrift over haar ‘stiefgrootvader’ Albert Vogel sr. (1874-1933). Deze Albert Vogel sr. en zijn zoon (jr.) hebben door hun voordrachtskunst mede bijgedragen aan het verspreiden van het werk van de schrijver Louis Couperus (1863-1923). De laatste heeft ook een biografie over hem gepubliceerd.
Caroline de Westenholz werd onder meer bekend als initiatiefnemer en oprichter van het Louis Couperus Museum, gevestigd in de voormalige galerie van haar stiefvader die zij zelf na zijn dood in 1982 voortzette. Het museum kwam tot stand in 1996 en sindsdien zijn er 53 tentoonstellingen georganiseerd, vele door haar zelf of op haar initiatief; zij was sinds de oprichting voorzitter van de museumstichting. Helaas moest het museum in mei 2024 de deuren sluiten wegens volledig gebrek aan steun van de plaatselijke overheid.
Ondertussen was zij in 1985 vertrokken naar haar geboortestad om er de eerste Europese medewerker te worden van MTV Europe. Ze werkte in die stad ook mee aan verschillende tentoonstellingen over Nederlandse kunst, onder andere in het kader van het William & Mary-jaar. In 1992 vestigde ze zich in Monaco als freelance kunsthistorica en publiciste. Enkele jaren geleden verhuisde zij opnieuw naar haar geboortestad.
Zij was vanaf 1988 getrouwd met Peter Nathaniel de Bruce ffrench-Hodges (1935-2017).

### Erkenning
Op 14 mei 2013 kende het Prins Bernhard Cultuurfonds aan De Westenholz een Zilveren Anjer toe "voor haar inzet ten behoeve van de oprichting en instandhouding van het Louis Couperus Museum in Den Haag"; de onderscheiding werd op 18 juni 2013 opgespeld door prinses Beatrix in het Paleis op de Dam. Op 7 februari 2014 ontving zij bovendien de Victorine Heftingprijs 2013. In 2022 kreeg zij een lintje. Ze werd Ridder in de Orde van Oranje-Nassau.